# Мумбо-юмбо
Мумбо-юмбо (англ. Mumbo jumbo — Мамбо-джамбо) — англоязычная фраза или высказывание, означающая нечто, вносящее путаницу или неразбериху.
В английском языке часто используется как выражение для насмешливой критики руководства среднего звена и государственной службы, а также представления какого-либо образа, реально не существующего в понятии употребляющего эту фразу (вроде привидения, сверхъестественного явления, и т. п.).

## Происхождение и использование
Т. Карлейль называл идеологию французских революционеров (в первую очередь, парарелигиозные культы) «сознательным мумбо-юмбо». Ч. Диккенс в одном из писем критиковал Карлейля за это сравнение. Опираясь, очевидно, на дневники М. Парка, Диккенс склонен считать Мумбо-Юмбо защитником мужей от злых жён, тем самым не имеющим никакого отношения к революции.
Выражение возникло во времена, когда Великобритания владела колониями, населёнными племенами, практиковавшими таинственные ритуалы, где взывали к воображаемому идолу Мумбо-Юмбо. Одним из источников использования этого выражения в английском языке явилась поэма Вейчела Линдси «Конго» (1914), в которой есть фраза «Мумбо-Юмбо — бог Конго». Есть мнение, что Мумбо-Юмбо — транскрипция с языка суахили приветствия «Мамбо Ямбо».

## В культуре
В русском языке выражение «Мумбо-Юмбо» широко известно из популярного романа Ильфа и Петрова «Двенадцать стульев», один из персонажей которого, Эллочка-людоедка, легко и свободно обходилась всего 30 словами. Следующей после неё ступенью был «высокоинтеллектуальный» негр из людоедского племени «Мумбо-Юмбо», чей словарь составляет 300 слов.[значимость факта?]